# Leire Zabala
Leira Zabala Vázquez (Barakaldo, 30 luglio 1980) è un'ex calciatrice spagnola e basca, di ruolo difensore.

## Palmarès

### Competizioni nazionali
- Campionato spagnolo: 4

Athletic Bilbao: 2002-2003, 2003-2004, 2004-2005, 2006-2007